# Claude Eatherly
 Claude Robert Eatherly (né le 2 octobre 1918 au Texas, mort le 1er juillet 1978) était un officier de l’armée américaine pendant la Seconde Guerre mondiale, et le pilote d’un avion de reconnaissance météo, le Straight Flush (en) qui a assisté le largage de la bombe atomique sur Hiroshima au Japon, le 6 août 1945.
Sa repentance ainsi que les troubles psychiatriques l'ayant affecté sont souvent attribués à tort, par confusion au colonel Paul Tibbets qui lui, au contraire n'a jamais exprimé de véritables remords pour avoir largué Little Boy sur Hiroshima (Tout au plus n'avait-il pas écarté une certaine culpabilité face à Yves Mourousi en 1981, en maintenant être exempt de regrets).

## Vie avant la guerre
Claude Eatherly est né à Van Alstyne, Texas, à cinquante miles au nord-est de Dallas. Il est le fils de James E. « Bud » Eatherly et d'Edna Bell George, tous deux agriculteurs. Il a deux frères, Joe et James, ainsi qu'une sœur. Étudiant au North Texas State Teachers' College à Denton, il interrompt sa formation au bout de deux ans pour s'engager dans l'Armée de l'air en décembre 1940.

## Engagement dans l'armée et mission sur Hiroshima
En 1943, il se marie avec Concetta Margetti. Cette même année, il connaît un épisode dépressif.
Il est intégré au 509th Composite Group. Ainsi qu'il est d'usage en ces circonstances, Eatherly a fait l'objet, comme tous les participants de ce projet ultra-secret, d'une enquête de sécurité, sous la responsabilité de William L. Uanna. En 1977, les journalistes Thomas Gordon et Max Morgan-Witts affirmeront qu'Eatherly — mais aussi d'autres membres d'équipage, embarqués ou non — avait été alors remarqué pour des comportements ou des actions problématiques.
Chef-pilote d'un avion de reconnaissance météo, le B29 Superfortress "Straight Flush" qui survole Hiroshima le 6 aout 1945, le major Eatherly envoie à Paul Tibbets, pilote de l'Enola Gay qui transporte la bombe atomique destinée à être larguée sur l'une des trois villes japonaises Hiroshima, Kokura, Nagasaki, un message météo indiquant un niveau de 3/10es d'ennuagement, ce qui est largement favorable au largage de la bombe atomique sur la ville. À 8 h 14 heure locale, la bombe atomique surnommée Little boy explose au-dessus de la ville.
Sa mission de reconnaissance terminée, Eatherly regagne directement la base aérienne de Tinian sans avoir été témoin de l'effet de la bombe et de ses destructions. L'équipage de cette mission était composé de dix personnes : Ira C. Weatherly (copilote), Francis D. Thornhill (navigateur), Frank K. Wey, Eugene S. Grennan (ingénieur de vol), Pasquale Baldasaro (opérateur radio), Albert G. Barsumian (opérateur radar), Gillon T. Niceley (mitrailleur de queue), Jack Bivans (assistant ingénieur) et Robert Wasz (navigateur).

## Vie après Hiroshima
Démobilisé en 1947 après avoir participé au test nucléaire de Bikini, Claude Eatherly travaille dans une société pétrolière de Houston où il devient responsable commercial itinérant de stations-services.
Parallèlement à son travail, il suit des cours du soir.
Rongé par le remords, une légende veut qu'il ait envoyé une partie de son salaire aux survivants d'Hiroshima. En 1950, sans lien aucun avec l'annonce par Truman de la construction d'une future bombe à hydrogène, il tente de se suicider par médicaments dans un hôtel de La Nouvelle-Orléans. Il en réchappe et est soigné à Waco dans un hôpital psychiatrique réservé aux militaires. Son état mental se détériore lentement.
Au début de 1953, il est jugé pour différentes escroqueries et falsification de chèques (concernant ces chèques, il se justifie en affirmant les avoir adressés à une organisation chargée de secourir les enfants d'Hiroshima). Il est condamné à neuf mois de prison, mais il commet quelque temps après une attaque à main armée contre un magasin à Dallas. Jugé irresponsable il bénéficie d'un non-lieu. Il devient ensuite représentant de commerce dans un garage et aurait peut-être tenté de se suicider, à nouveau par médicaments, sans que cette deuxième tentative ne soit clairement établie. De 1954 à 1959, c'est une suite alternée de braquages divers et de séjours en institutions psychiatriques.
Le 18 mars 1957, interpellé après avoir tenté de dévaliser deux bureaux de poste avec l'aide d'un autre résident de l'hôpital de Waco, Eatherly est transféré par le shérif adjoint Robert C. Smith à la prison de Fort Worth. Un journaliste du Fort Worth Star-Telegram, Jim Vachule, apprend du shérif que l'interpellé a fait partie des missions de bombardement nucléaires sur Hiroshima et Nagasaki : deux jours plus tard il écrit un article sur ce sujet dans le Star-Telegram dont se fera l'écho peu après la chaîne de télévision NBC,,.
En 1957, déféré de nouveau devant un tribunal, il demande à être interné dans un hôpital d'anciens combattants à Waco.
Le 12 juin 1959, il écrit sa première lettre à Günther Anders.
En 1960 il ne réintègre pas l'hôpital ; son absence est relayée dans les médias. En décembre, il est interpellé à Dallas pour avoir brûlé un feu rouge (il niera avoir été au volant) ; à la suite de cela, il repasse devant un tribunal le 12 janvier 1961 et par décision du jury il est ré-interné à l'hôpital d'anciens combattant de Waco, sous un régime non plus volontaire mais judiciaire,.
En mars 1962, alors qu'il est en liberté conditionnelle, Eatherly reçoit la visite du journaliste William Bradford Huie. Celui-ci rapporte qu'Eatherly lui a demandé d'écrire un livre sur son histoire, moyennant finances. Huie se saisit de cette proposition, et muni de lettres signées d'Eatherly l'autorisant à accéder aux dossiers administratifs, publie en 1964 The Hiroshima Pilot.
En août 1962 les organisateurs d'une manifestation conduite, à New-York, par A. J. Muste et Norman Thomas attribuent les Hiroshima Awards à quatre personnes au titre de leur engagement pour la paix mondiale. Parmi les récipiendaires figurent Pablo Casals et Claude Eatherly.
Eatherly se remarie en 1963.
Déféré devant un tribunal pour avoir commis des hold-up dans un motel et un supermarché au mois de septembre de l'année précédente, Eatherly est jugé le 8 décembre 1964 : il est interné d'office au Rusk State Hospital,. Lors de sa comparution, Eatherly n'est pas vêtu de ses habits civils, mais d'une tenue de prisonnier marquée d'un grand « P ».
Fin avril 1978, accueilli dans l’hôpital pour anciens combattants de Houston pour soigner un cancer de la thyroïde diagnostiqué trois ans auparavant, il y décède deux mois plus tard. Une centaine d'amis et de proches assistent à son enterrement au cimetière militaire de Houston. Lui survivent sa femme Anne, et leurs deux filles Claudette et Annette.

## Eatherly et les discours sur la bombe

### Günther Anders et Eatherly
Quand Anders prend fait et cause pour Eatherly il a déjà derrière lui un passé et une notoriété — surtout européenne — témoignant de ses engagements. C'est en 1956 qu'est publié Die Antiquiertheit des Menschen (L'Obsolescence de l'homme). Mais surtout, en 1958 il se rend à Hiroshima et Nagasaki pour participer au quatrième congrès international contre les bombes A et H. De ce voyage il tirera un journal : Der Mann auf der Brücke : Tagebuch aus Hiroshima und Nagasaki (L'Homme sur le pont : journal d'Hiroshima et de Nagasaki) publié en 1959, et republié ultérieurement comme première partie de Hiroshima est partout.
En 1959, un article paru, le 25 mai, dans Newsweek (sur le « complexe de culpabilité lié à Hiroshima ») attire l'attention de Günther Anders, qui entame alors une correspondance avec Eatherly. Conduite en anglais, cette correspondance s'étendra de 1959 à 1961. Dès sa deuxième lettre, Anders dit à Eatherly son souhait de publier cette correspondance, ce que celui-ci accepte aisément. Très vite la première lettre qu'Anders adresse à Eatherly ainsi que la réponse de celui-ci sont publiées dans les médias. La totalité de la correspondance sera publiée en 1961 en allemand (Off Limits für das Gewissen), en 1962 en anglais (Burning Conscience) et de même en français (Avoir détruit Hiroshima). Cette correspondance a lieu entre un homme libre et un homme qui ne l'est pas — quelques lettres étant échangées toutefois durant une courte période de « cavale » d'Eatherly — et dont les écrits peuvent donc être, sinon filtrés, du moins lus par les diverses autorités intervenant dans cette affaire. La correspondance témoigne d'ailleurs explicitement ainsi que plus indirectement de cette difficulté, avec des lettres qui n'arrivent pas à leur destinataire ou qui n'arrivent qu'avec du retard.
Le recueil de correspondance comprend au total 71 lettres : 28 d'Anders à Eatherly et 25 d'Eatherly à Anders. Le reste est composé de lettres adressées pendant cette période soit de façon privée soit de façon publique à différentes personnes par l'un ou l'autre des correspondants. Parmi les destinataires on compte, le Dr Frank de l'Hôpital de Waco, Roland Watts (de l'American Civil Liberties Union), Le juge W. Haley, le révérend N., le sénateur Ralph Yarborough, la sœur et le frère d'Eatherly, le président des États-Unis (Kennedy), Ray Bell (journaliste au Waco News Tribune), le Dr Walter Ford (directeur des services médicaux de l'hôpital de Waco), Robert Kennedy (alors ministre de la justice), William Horsley Orrick Jr. (en) (procureur général adjoint). Enfin la lettre no 8 fut adressée par des jeunes filles de Hiroshima à Eatherly.
Anders ne rencontrera Eatherly qu'une seule fois, à Mexico, en 1962.

La conviction qui motive l'engagement d'Anders auprès d'Eatherly est exprimée ainsi : 

« Quand on fait du tort à un seul être humain — je ne parle pas de tuer — il est difficile, bien que l’acte reste bien délimité, de s’en consoler. Mais dans votre cas, il y a autre chose. Vous avez eu le malheur d’avoir éteint 200 000 vies. Où trouverait-on la puissance de souffrance correspondant à 200 000 êtres humains ? Vous en êtes incapable, nous le sommes, tout le monde en est incapable ! Quel que soit l’effort que vous fassiez, votre douleur et votre repentir ne seront jamais à la mesure de ce fait. »

— G. Anders, Avoir détruit Hiroshima,Robert Laffont, Paris, 1962
Le 31 janvier 1961, Anders envoie une lettre ouverte au président des États-Unis (et à plusieurs organes de presse concomitamment).
Controverses et polémiques prennent forme autour des positions défendues par Anders. Celui-ci argumente par voie de presse, comme, en 1964, dans la Monthly Review (en réponse à William Bradford Huie), ou dans Süddeutsche Zeitung (édition de Munich)(15 mai 1964) et dans Stimme (15 juin 1964).

### Le livre de William Bradford Huie
Parmi les faits rapportés par Huie : la participation de Eatherly à la tentative de coup de force sur Cuba initiée par Marsalis en 1947.
Anders répondra au livre de Huie dans un article de la Monthly Review de juin 1964 intitulé Debunking the Debunker. Sid Ross — nom de plume de Sidney Rosenblatt, frère du photographe Ben Ross — lui emboîtera le pas avec un article intitulé Eatherly and Huie: A Communication publié dans la même revue, en septembre 1964, :
« Since I did the major part of the first-hand research that went into the Parade magazine article ("The Man Who Kiilled 100,000 People") published in May of 1962, I can unequivocally say that many of the "facts" adduced by Mr. Huie are in direct contradiction to those I ascertained from Claude Eatherly's family, doctors who treated him, former crew members, and other authoritative sources. »
— Sid Ross, Eatherly and Huie: A Communication,Monthly Review, vol. 16, no 5, September 1964

« Depuis que j'ai effectué la majeure partie des recherches de première main qui ont servi à la rédaction de l'article du magazine Parade (« L'homme qui a tué 100 000 personnes ») publié en mai 1962, je peux affirmer sans équivoque que bon nombre des « faits » avancés par M. Huie sont en contradiction directe avec ceux que j'ai pu déterminer auprès de la famille de Claude Eatherly, des médecins qui l'ont soigné, d'anciens membres de l'équipage et d'autres sources faisant autorité. »
— Eatherly and Huie: A Communication,Monthly Review, vol. 16, no 5, September 1964
Le journaliste Dieter E. Zimmer confronte les positions d'Anders et de Huie dans l'édition de Die Zeit du 28 août 1964.

### Rumeurs
En 1967, Ronnie Dugger (en) — qui publia cette même année Dark Star : Hiroshima Reconsidered in the Life of Claude Eatherly — fait remarquer la difficulté qu'il y a à établir la biographie de Claude Eatherly :
« No truth without facts: but what are the facts about Eatherly? A vast amount of journalism and speculation has been written about him, none of it wholly satisfactory even factually. »
— George P. Elliott , Burning Conscience, by Claude Eatherly and Gunther Anders; The Hiroshima Pilot, by William Bradford Huie; Dark Star, by Ronnie D, Commentary, Aug. 1, 1968

« Pas de vérité sans faits : mais quels sont les faits sur Eatherly ? De nombreux articles journalistiques et spéculatifs ont été écrits à son sujet, aucun d’entre eux n’étant totalement satisfaisant, même sur le plan factuel. »
— Burning Conscience, by Claude Eatherly and Gunther Anders; The Hiroshima Pilot, by William Bradford Huie; Dark Star, by Ronnie D, Commentary, Aug. 1, 1968
Malgré des rumeurs et élucubrations diverses, encore véhiculées en France au début des années 1980 lors d'une émission et d'un article d'Alain Decaux, l'homme n'a jamais été retrouvé ensanglanté dans une chambre d'hôtel, n'a jamais participé à l'opération de bombardement sur Nagasaki, n'était pas présent à New York lors de la grande manifestation contre le péril nucléaire — il était en cavale à Galveston — et n'est jamais allé à Hiroshima faire un voyage pour battre sa coulpe et rencontrer les victimes (il n'a jamais mis les pieds au Japon). Celui qui dans le monde entier a porté la légende du « pilote repentant d'Hiroshima devenu fou » meurt d'un cancer de la thyroïde en 1978. À sa mort il est incinéré... selon sa propre volonté, à Hiroshima (selon Alain Decaux, historien).
En 1962, Ronald Bryden rapporte encore qu'Eatherly aurait participé à la mission de bombardement sur Nagasaki.

## Œuvres de fiction
Inspiré par un article de The Observer, John Wain composa un poème intitulé A Song About Major Eatherly. Lu sur les ondes de la BBC en 1959, le poème fut ensuite publié dans The Listener.
En 1961 Rolf Schneider écrivit une pièce de théâtre autour du procès d'Eatherly : Prozess Richard Waverly. En octobre 1964, la pièce fut adaptée pour la télévision et mise en scène par Wolf-Dieter Panse (de) en République démocratique allemande.
En 1962 les Éditions France-Empire publièrent Les Âmes mortes d'Hiroshima de Hans Herlin . Le livre avait été préalablement publié en Allemagne (Kain, wo ist dein Bruder Abel ?) . Le journal Stern relaya le livre dans quinze numéros.
En 1962 parut chez Mondadori le recueil de poèmes IX Ecloghe d'Andrea Zanzotto. Il comporte un poème intitulé Eatherly.
En décembre 1964 Richard Avedon publia avec James Baldwin un album de photographies intitulé Nothing Personal ; il contient une photo d'Eatherly légendé pilot at Hiroshima, August 6, 1945.
Le photojournaliste Russell Lee réalisa un cliché d'Eatherly en juin 1967.
En 1968 Pierre Halet écrivit une pièce de théâtre intitulée Little Boy, dans laquelle il imagine Eatherly en proie à un cauchemar évoquant le bombardement d'Hiroshima ; Jean-Claude Risset contribua à cette œuvre avec sa composition Computer Suite for Little Boy, une des premières œuvres produites entièrement par ordinateur.
À l'automne 2006, le Hollywood Reporter fit état d'un projet de film de Sandy Smolan (en), produit par Marcia Nasatir et avec en tête d'affiche Sam Shepard : Descending From Heaven: The Strange and Extraordinary Tale of Claude Eatherly, A-Bomb Pilot.
En 2010 les éditions Le Passage publièrent, de Valérie Tordjman, Le Jour d'avant.
En 2012 le romancier français Marc Durin-Valois fait paraître aux éditions Plon La Dernière Nuit de Claude Eatherly qui retrace la vie du pilote tenaillé par la culpabilité pour avoir donné son feu vert météo à l'opération de bombardement d'Hiroshima et connu dans le monde entier pour avoir voulu casser son image de héros en braquant des commerces et des banques. L'itinéraire chaotique de l'homme est relaté par une jeune photographe-reporter texane, Rose Martha Calter, fascinée et obsédée par la personnalité énigmatique de celui que l'on appelle « Bob », le « skipper » ou encore « Poker Face ».
En 2015 le journal Die Zeit fit remarquer qu'aucun film n'avait encore été produit sur la vie d'Eatherly.
La pièce de théâtre Little Boy de Régis Vlakos, inspirée de la correspondance d'Eatherly avec Günther Anders, fut présentée au festival d'Avignon l'été 2016.
En 2016 le collectif de recherche et de production Thirteen Black Cats organisa des projections d'une vidéo intitulée Fatal Act (et notamment sa dernière partie intitulée Corpse Cleaner), construite autour de la correspondance entre Anders et Eatherly.

## Émissions radio ou télé
Le 26 novembre 1980 Antenne 2 diffuse Moi, Claude Eatherly, j'ai détruit Hiroshima d'Alain Decaux de l'émission à succès Alain Decaux raconte.